# Problematic
Problematic è l'ottavo album in studio della band pop punk/melodic hardcore punk ALL, pubblicato nel 2000 dalla Epitaph Records.

## Tracce
1. Carry You – 2:00
2. She Broke My Dick – 0:43
3. Better Than That – 2:03
4. www.sara – 2:21
5. Roir – 1:10
6. What Are You For? – 2:11
7. Stupid Kind of Love – 1:56
8. Alive – 1:50
9. Real People – 2:17
10. Lock 'Em Away – 1:48
11. Teresa – 1:41
12. I Want Out – 0:51
13. Crucifiction – 2:16
14. The Skin – 2:19
15. Nothin' to Live For – 1:14
16. Never Too – 2:13
17. Make Believe – 3:08
18. Drive Away – 2:35

## Formazione
- Chad Price – voce
- Bill Stevenson – batteria
- Karl Alvarez – basso, voce
- Stephen Egerton – chitarra